# Голыгинское
Голыгинское — озеро на полуострове Камчатка.

## Основные сведения
Является пресноводным озером Камчатки, его площадь составляет около 2,6 км². Озеро по форме округлое, размером 1,3×2 км.
Озеро имеет тектоническое происхождение. Образовалось подъёмом участка дна обширного водоёма, превышающего настоящую площадь озера в несколько раз. Озеро находится в южной части полуострова Камчатка на водоразделе рек Голыгиной и Ходутки в 12 км к западу от Ксудача. Питание озера смешанное.
Из данного озера вытекает река Кузанёк (правый приток реки Голыгиной).
Озеро является крупным нерестилищем лососёвых рыб, здесь зимуют лебеди-кликуны.